# Es Castell
Es Castell település Spanyolországban, a Baleár-szigeteken. Es Castell Mahón és Sant Lluís községekkel határos. Lakosainak száma 7772 fő (2024).

## Népesség
A település népessége az elmúlt években az alábbi módon változott:
| Lakosok száma | 6681 | 7066 | 7475 | 7892 | 7990 | 7661 | 7455 | 7434 | 7530 | 7772 |
|               | 2001 | 2004 | 2006 | 2009 | 2011 | 2014 | 2016 | 2019 | 2021 | 2024 |